# Cecropia annulata
Cecropia annulata là loài thực vật có hoa trong họ Tầm ma. Loài này được C.C.Berg & P.Franco mô tả khoa học đầu tiên năm 1996.